# Elusa puncticeps
Elusa puncticeps är en fjärilsart som beskrevs av Walker 1864. Elusa puncticeps ingår i släktet Elusa och familjen nattflyn. Inga underarter finns listade i Catalogue of Life.